# Goryphus ornatipennis
Goryphus ornatipennis är en stekelart som först beskrevs av Cameron 1907.  Goryphus ornatipennis ingår i släktet Goryphus och familjen brokparasitsteklar. Inga underarter finns listade i Catalogue of Life.